# Steinförde
Steinförde ist ein Ortsteil der Stadt Fürstenberg/Havel im Norden des Landes Brandenburg (Landkreis Oberhavel). Steinförde war bis 2003 eine selbständige Gemeinde.

## Geographie
Steinförde liegt knapp vier Kilometer westlich der Innenstadt von Fürstenberg/Havel. Im Norden grenzt der Ortsteil an Mecklenburg-Vorpommern, im Osten an die Stadtmarkung von Fürstenberg/Havel, im Süden Dagow und im Westen an Neuglobsow (beide Orte sind Ortsteile der Gemeinde Stechlin). Steinförde liegt an der Havel in einer wald- und seenreichen Umgebung. Der größte Teil der Gemarkung gehört zum Naturschutzgebiet Stechlin. Zu Steinförde zählen die Gemeindeteile Steinhavelmühle an der Steinhavel, Kleinmenow und Großmenow am Ellbogensee, wo sich ein Zeltplatz befindet.

## Geschichte

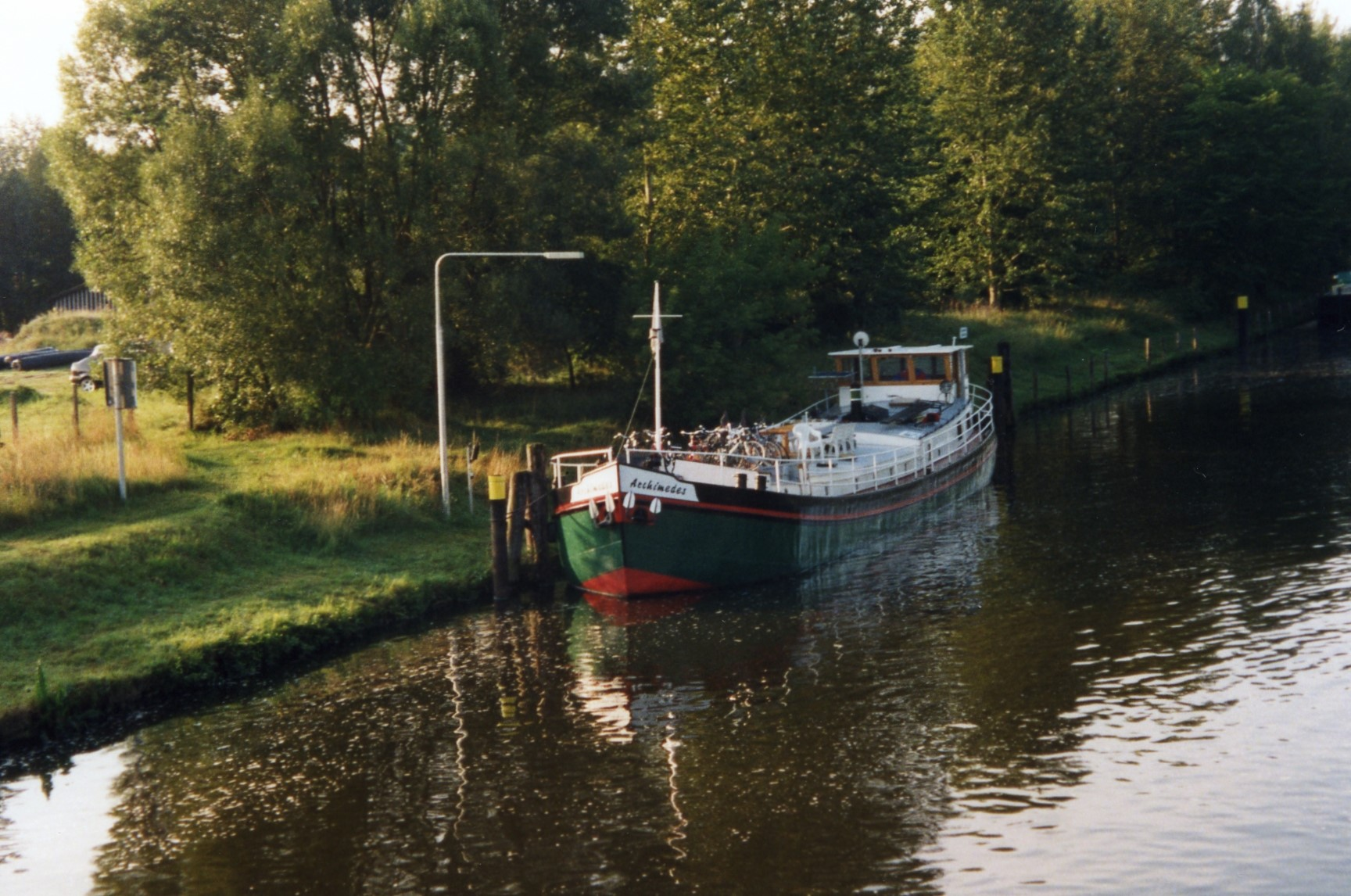
Archimedes – ein umgebauter Lastensegler von 1925 – liegt in Steinförde

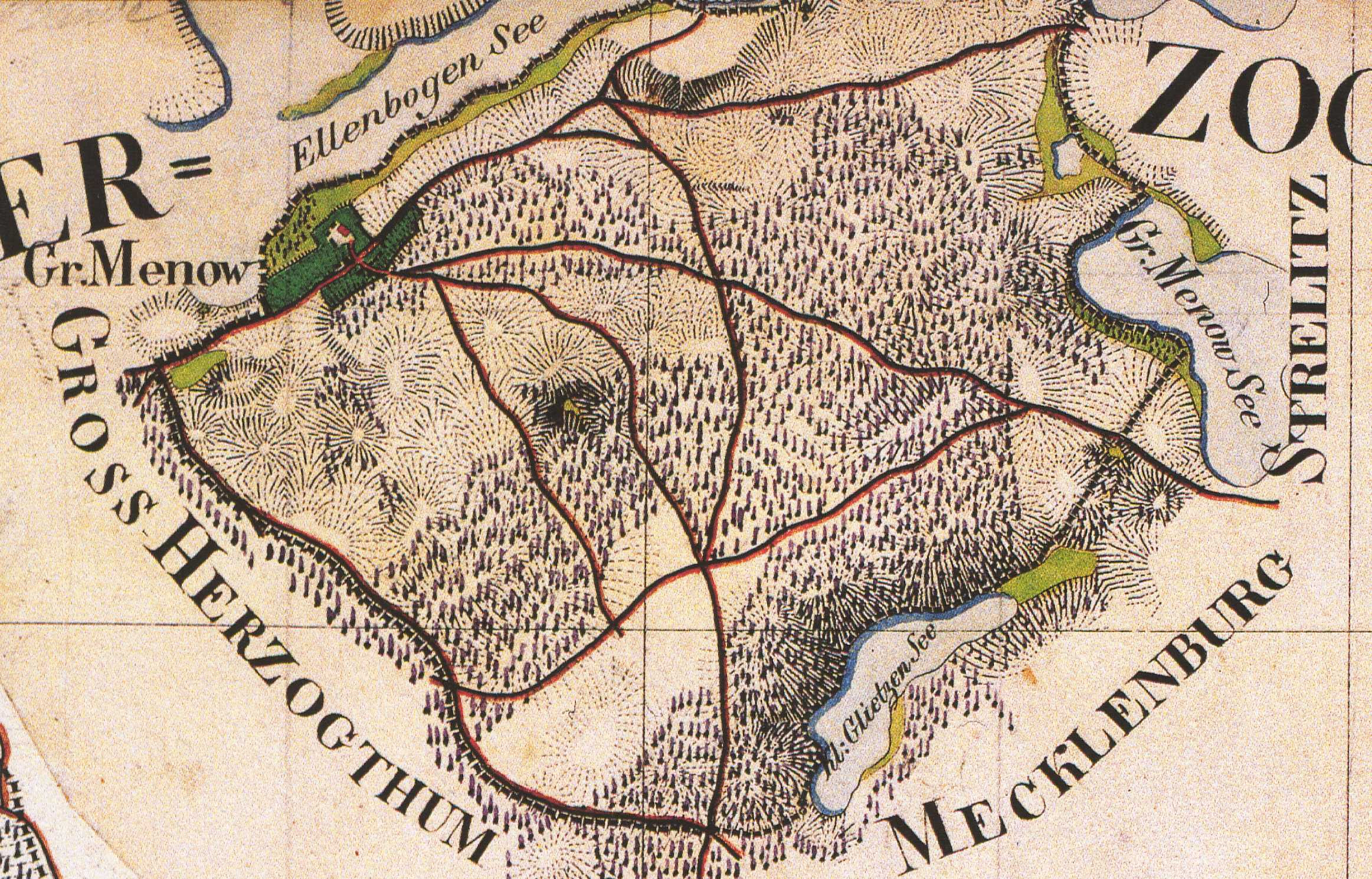
Großmenow auf einem Messtischblatt der Preußischen Uraufnahme von 1825

Steinförde wurde im Jahr 1350 erstmals urkundlich erwähnt. Der Ortsname Steinförde oder auch Stenfurde wurde von einer steinigen Furt abgeleitet, die es hier früher gab. Steinförde befand sich um 1400 im Besitz der Familie von Dewitz zu Priepert. Der spätere Ortsteil Großmenow kam 1418 durch eine Schenkung derer von Dewitz an das Zisterzienserinnenkloster in Lindow zur Mark Brandenburg.  Steinförde blieb im mecklenburgischen Besitz. Im Jahr 1569 wurde der Besitz der Familie von Dewitz, trotz eines kaiserlichen Schutzbriefes, durch herzogliche Beamte beschlagnahmt. Mit der Teilung Mecklenburgs durch den Hamburger Vergleich wurde Steinförde Mecklenburg-Strelitz zugeordnet.
Im Jahr 1845 wurden in Steinförde 75 Einwohner, 9 Häuser und ein Försterhof gezählt. Im Jahr 1875 übernahm Freiherr Heino von Hammerstein die Oberförsterei Steinförde und blieb bis 1906 im Dorf. Es folgte 1911 der Landforstmeister Achim von Arenstorff (1897–1926). Ihm zu Ehren wurde 1927 ein Gedenkstein aufgestellt. Im Jahr 1924 wurde die alte Klappbrücke über die Steinhavel durch eine massive Holzbrücke ersetzt. Im Jahr 1928 trat Forstmeister von Harling seinen Dienst in der Oberförsterei an, zu der die Förstereien Neuhof, Drögen, Schönhorn, Priepert, Pelzkuhl und Strasen gehörten, mit Wäldern von über 5.000 Hektar Fläche.
Zum 1. Juli 1950 wurde die Gemeinde Steinförde zusammen mit den anderen Orten des Fürstenberger Werders aus dem mecklenburgischen Landkreis Neustrelitz in den brandenburgischen Landkreis Templin umgegliedert. Seit der Verwaltungsreform von 1952 gehörte der Ort zum Kreis Gransee im Bezirk Potsdam. Seit der Neubildung der Länder in der DDR 1990 gehört Steinförde zum Land Brandenburg und ist seit 1993 Teil des neugebildeten Landkreises Oberhavel.
Steinförde wurde am 26. Oktober 2003 nach Fürstenberg/Havel eingemeindet. Das Amt Fürstenberg, dem Steinförde angehörte, wurde aufgelöst.
Großmenow, vormals Groß-Menow, im Jahr 1798 wohnten dort konkret 53 Einwohner, darunter zehn Büdner und ein Schäfer. Im Jahr 1849 brach in Großmenow ein Großbrand aus. Die Schäden waren so groß, dass die Gebäude erst 1868 wieder aufgebaut waren. 1914 war Alexander von der Asseburg-Neindorf Gutsbesitzer von Großmenow, verheiratet mit Luise, geborene Gräfin zu Reventlow. Asseburg-Neindorf entstammte dem briefadeligen Zweig derer von Asseburg. Den Besitz erbte ihr Sohn Maximilian von der Asseburg-Neindorf, der weitere Güter besaß. 1929/1930, kurz vor der großen Wirtschaftskrise, umfasste Rittergut Großmenow 387 ha, davon waren 350 ha Waldbesitz. Als Verwalter fungierte Gerhard Harms, der Gutsbesitzer lebte auf Schloss Neindorf. Im Jahr 1937/38 kam die preußische Exklave Großmenow nach Mecklenburg und wurde nachfolgend nach Steinförde eingemeindet. Großmenow wurde in den letzten Tagen des Zweiten Weltkrieges noch Schauplatz von heftigen Kämpfen.
Die Gründung von Steinhavelmühle geht zurück auf den Papierfabrikanten Keysner aus Fürstenberg 1827. Steinhavelmühle und Waldhof gehörten mit Steinförde 1905 zum Amtsgerichtsbezirk Fürstenberg. 1940 lebten in Steinhavelmühle 56 Personen, davon 33 weibliche.

## Bevölkerungsentwicklung
| Jahr | Einwohner |
| ---- | --------- |
| 1875 | 80        |
| 1890 | 207       |
| 1925 | 153       |
| 1933 | 134       |
| 1939 | 186       |

| Jahr | Einwohner |
| ---- | --------- |
| 1946 | 327       |
| 1950 | 294       |
| 1964 | 216       |
| 1971 | 203       |
| 1981 | 167       |

| Jahr | Einwohner |
| ---- | --------- |
| 1985 | 159       |
| 1989 | 155       |
| 1990 | 153       |
| 1991 | 150       |
| 1992 | 176       |

| Jahr | Einwohner |
| ---- | --------- |
| 1993 | 181       |
| 1994 | 177       |
| 1995 | 168       |
| 1996 | 165       |
| 1997 | 149       |

| Jahr | Einwohner |
| ---- | --------- |
| 1998 | 143       |
| 1999 | 137       |
| 2000 | 109       |
| 2001 | 107       |
| 2002 | 132       |

Gebietsstand des jeweiligen Jahres

## Persönlichkeiten mit Verbindung zu Steinförde
- Alfred Wellm (1927–2001), Schriftsteller, lebte ab 1963 in Großmenow